# Therese Johaug

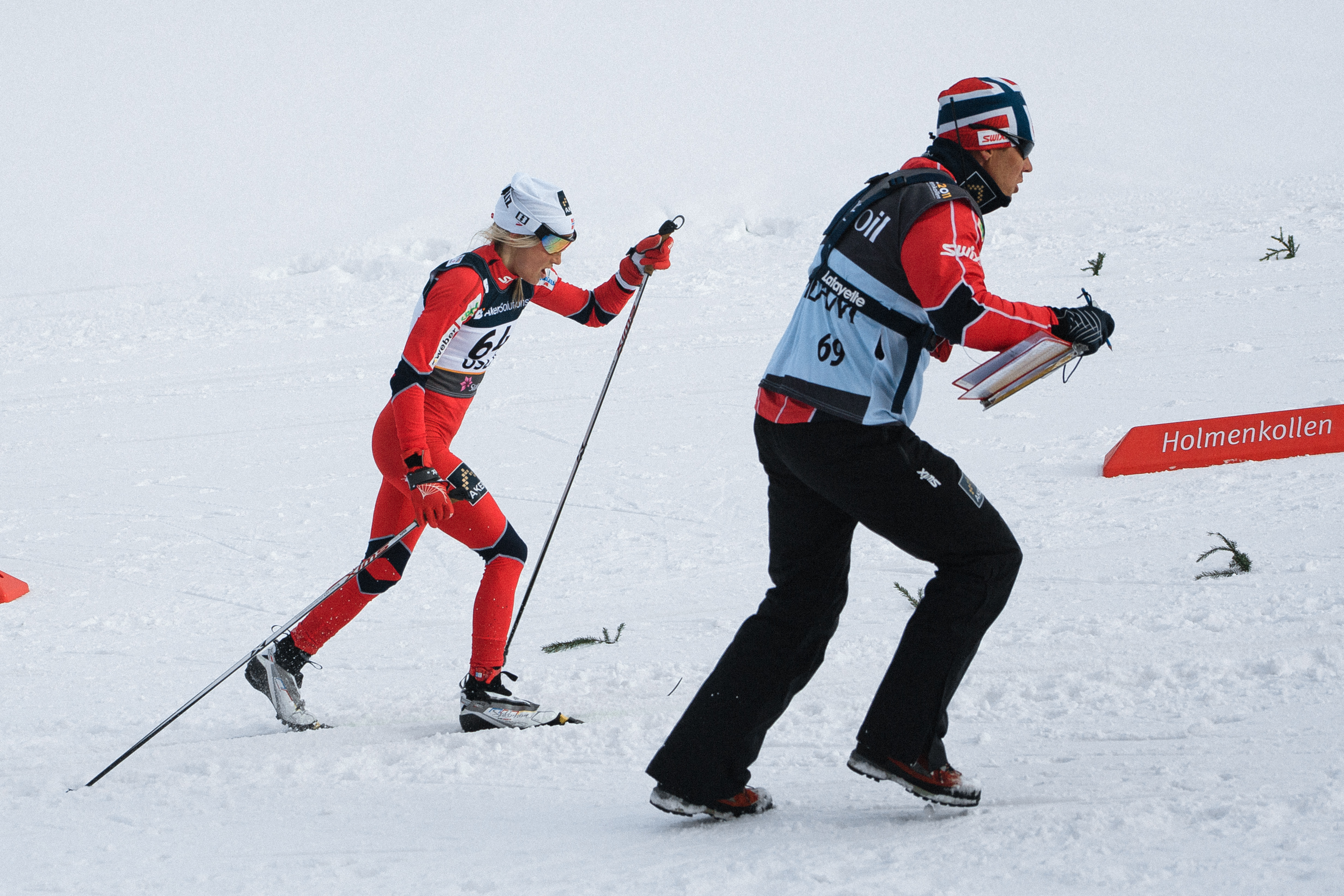
Johaug in actie tijdens de wereldkampioenschappen langlaufen 2011 in Oslo.

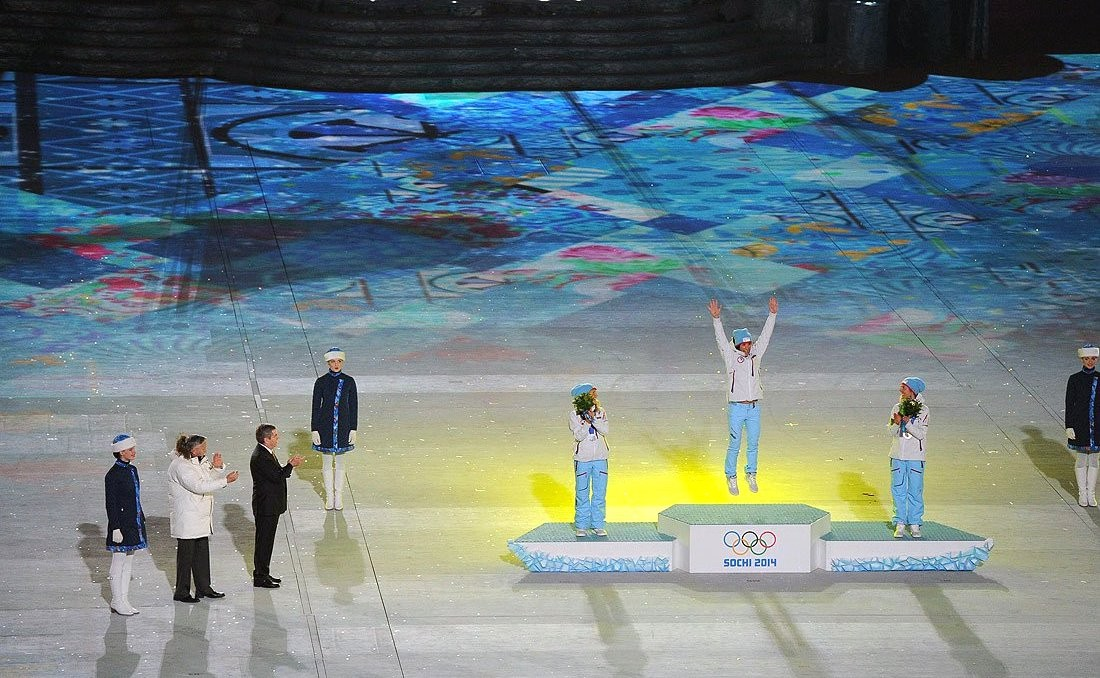
Therese Johaug, Marit Bjørgen en Kristin Størmer Steira op het podium van de 30 km tijdens de Olympische Winterspelen 2014 in Sotsji.

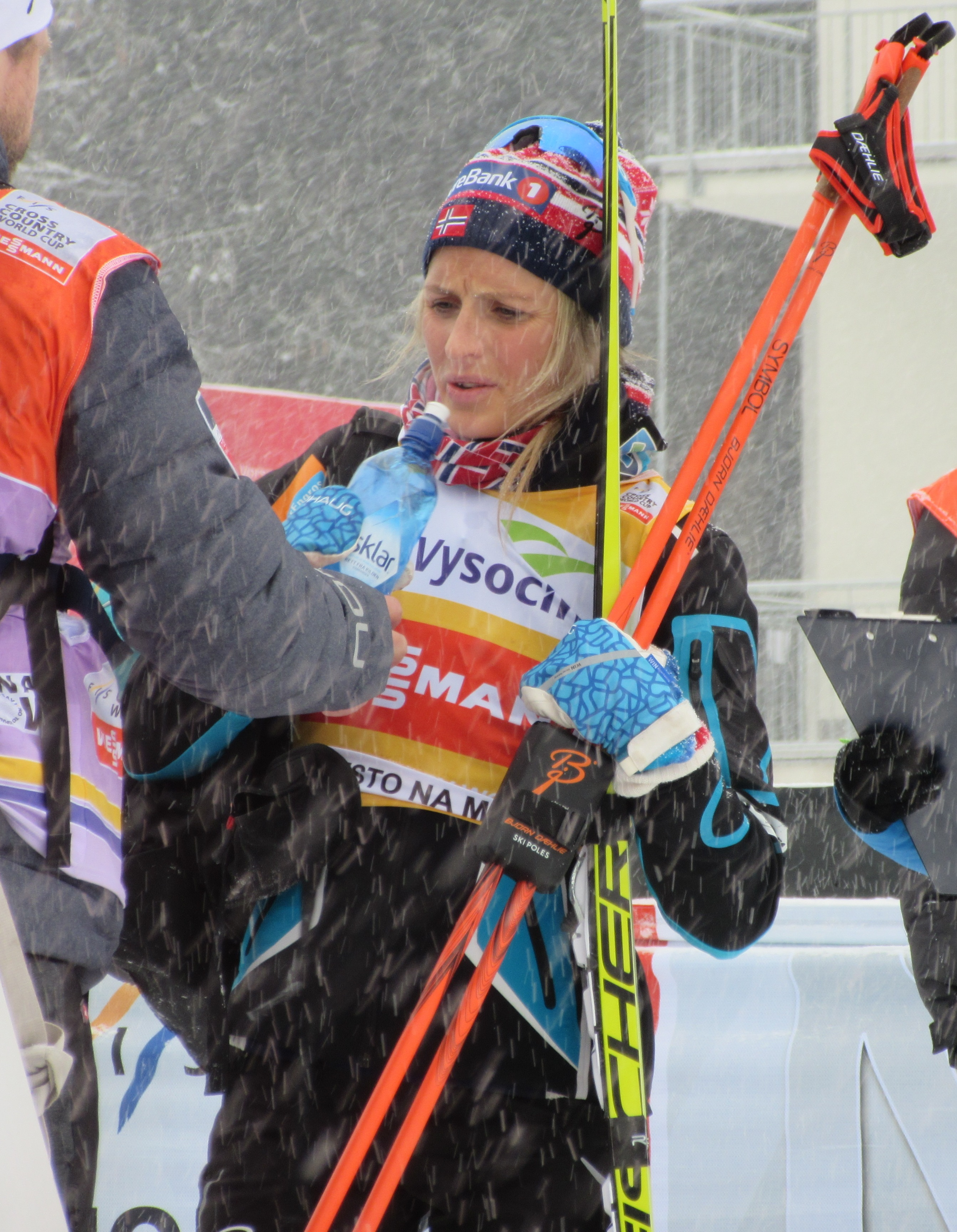
Johaug tijdens een wereldbekerwedstrijd in Nové Město na Moravě (2016).

Therese Johaug (Dalsbygda (Hedmark), 25 juni 1988) is een Noorse langlaufster. Ze vertegenwoordigde haar vaderland op de Olympische Winterspelen 2010 in Vancouver, op de Olympische Winterspelen 2014 in Sotsji en op de Olympische Winterspelen 2022 in Peking.

## Carrière
Op 27 januari 2007 maakt Johaug haar wereldbekerdebuut in Otepää, Estland, de Noorse eindigde bij haar debuut direct op de achtste plaats. Na slechts drie wereldbekerwedstrijden werd ze geselecteerd voor de wereldkampioenschappen langlaufen 2007 in Sapporo, op dit toernooi sleepte Johaug de bronzen medaille in de wacht op de 30 kilometer klassiek. Korte tijd later eindigde de Noorse in Falun voor de eerste maal op het podium tijdens een wereldbekerwedstrijd. In het seizoen 2007/2008 eindigde ze eenmaal op het podium en eindigde ze als achttiende in het wereldbekerklassement. Het daaropvolgende seizoen, 2008/2009, boekte Johaug tijdens de Tour de Ski haar eerste wereldbekerzege. Op de wereldkampioenschappen langlaufen 2009 in Liberec eindigde de Noorse als vierde op de 30 kilometer vrije stijl, als zesde op de 15 kilometer achtervolging en als tiende op de 10 kilometer klassiek. Samen met Marit Bjørgen, Kristin Størmer Steira en Marthe Kristoffersen eindigde ze als vierde op de 4x5 kilometer estafette. Johaug sloot het seizoen af met een tweede plaats tijdens de wereldbekerfinale en een achtste plaats in het algemene wereldbekerklassement. Tijdens de Olympische Winterspelen van 2010 in Vancouver eindigde de Noorse als zesde op de 15 kilometer achtervolging, op de estafette sleepte ze samen met Vibeke Skofterud, Kristin Størmer Steira en Marit Bjørgen de gouden medaille in de wacht.
In Oslo nam Johaug deel aan de wereldkampioenschappen langlaufen 2011. Op dit toernooi werd ze wereldkampioene op de 30 kilometer vrije stijl, daarnaast veroverde ze de bronzen medaille op de 15 kilometer achtervolging en eindigde ze als vierde op de 10 kilometer klassieke stijl. Samen met Vibeke Skofterud, Kristin Størmer Steira en Marit Bjørgen behaalde ze de wereldtitel op de estafette. Op de wereldkampioenschappen langlaufen 2013 in Val di Fiemme veroverde de Noorse de gouden medaille op de 10 kilometer vrije stijl, de zilveren medaille op de 15 kilometer achtervolging en de bronzen medaille op de 30 kilometer klassieke stijl. Op de estafette prolongeerde ze samen met Heidi Weng, Kristin Størmer Steira en Marit Bjørgen de wereldtitel. Mede dankzij twee etappezeges won ze de Tour de Ski 2013/2014. Tijdens de Olympische Winterspelen van 2014 in Sotsji sleepte Johaug de zilveren medaille in de wacht op de 30 kilometer vrije stijl en de bronzen medaille op 10 kilometer klassieke stijl, op de 15 kilometer skiatlon eindigde ze op de vierde plaats. Samen met Heidi Weng, Astrid Jacobsen en Marit Bjørgen eindigde ze als vijfde op de estafette. In het seizoen 2013/2014 won de Noorse zowel de algemene wereldbeker als de afstandswereldbeker.
In Falun nam ze deel aan de wereldkampioenschappen langlaufen 2015. Op dit toernooi werd ze wereldkampioene op zowel de 15 kilometer skiatlon als de 30 kilometer klassieke stijl, op de 10 kilometer vrije stijl eindigde ze op de 26e plaats. Op de estafette prolongeerde ze samen met Marit Bjørgen, Heidi Weng en Astrid Jacobsen de wereldtitel. In het seizoen 2015/2016 won Johaug zowel de algemene wereldbeker als de afstandswereldbeker, daarnaast greep ze de eindzege de Tour de Ski 2015/2016 en Ski Tour Canada 2016.

### Doping
Op 13 oktober 2016 werd bekend dat Johaug was betrapt op gebruik van het middel clostebol dat op de dopinglijst van de WADA staat. In een persconferentie zei Johaug dat zij het middel dacht binnengekregen te hebben door het gebruik van een lippencreme. De ploegarts van de Noorse langlaufploeg gaf op dezelfde persconferentie te kennen dat hij zich met onmiddellijke ingang terugtrok In buurland Zweden werd er op gewezen dat het betreffende middel wordt verkocht met een duidelijke waarschuwing. Johaug was een paar dagen eerder al in opspraak geraakt omdat zij een astmamedicijn gebruikte, terwijl ze geen astma heeft. Ze werd voor 13 maanden geschorst door de Noorse anti-doping autoriteit. Die schorsing zou aflopen voor het begin van de Olympische Spelen van 2018. De FIS vond die straf te licht en legde de zaak voor aan het CAS. Dat leidde er toe dat de schorsing werd verlengd tot 18 maanden waardoor Johaug de Spelen in Pyeongchang moest missen.

### Rentree
De eerste wereldbekerwedstrijd na haar schorsing, op 25 november 2018 in Kuusamo, wist Johaug direct te winnen. Op de wereldkampioenschappen langlaufen 2019 in Seefeld werd ze wereldkampioene op de 10 kilometer klassieke stijl, de 15 kilometer skiatlon en de 30 kilometer vrije stijl. Samen met Heidi Weng, Ingvild Flugstad Østberg en Astrid Jacobsen behaalde ze de zilveren medaille op de estafette. In het seizoen 2019/2020 won de Noorse voor de derde maal in haar carrière zowel het algemeen wereldbekerklassement als de Tour de Ski. In Oberstdorf nam Johaug deel aan de wereldkampioenschappen langlaufen 2021. Op dit toernooi werd ze wereldkampioene op de 10 kilometer vrije stijl, de 15 kilometer skiatlon en de 30 kilometer klassieke stijl. Op de estafette veroverde ze samen met Tiril Udnes Weng, Heidi Weng en Helene Marie Fossesholm de wereldtitel.

## Resultaten

### Langlaufen

#### Olympische Spelen
| Jaar | Plaats    | Resultaten                                                                          |
| ---- | --------- | ----------------------------------------------------------------------------------- |
| 2010 | Vancouver | 6e 15 km achtervolging · 7e 30 km klassieke stijl · 4×5 km estafette                |
| 2014 | Sotsji    | 10 km klassieke stijl · 4e 15 km skiatlon · 30 km vrije stijl · 5e 4×5 km estafette |

#### Wereldkampioenschappen
| Jaar | Plaats        | Resultaten                                                                                |
| ---- | ------------- | ----------------------------------------------------------------------------------------- |
| 2007 | Sapporo       | 30 km klassieke stijl                                                                     |
| 2009 | Liberec       | 10e 10 km klassieke stijl 6e 15 km achtervolging 4e 30 km vrije stijl 4e 4×5 km estafette |
| 2011 | Oslo          | 4e 10 km klassieke stijl · 15 km achtervolging · 30 km vrije stijl · 4×5 km estafette     |
| 2013 | Val di Fiemme | 10 km vrije stijl · 15 km achtervolging · 30 km klassieke stijl · 4×5 km estafette        |
| 2015 | Falun         | 26e 10 km vrije stijl · 15 km skiatlon · 30 km klassieke stijl · 4×5 km estafette         |
| 2019 | Seefeld       | 10 km klassieke stijl · 15 km skiatlon · 30 km vrije stijl · 4×5 km estafette             |
| 2021 | Oberstdorf    | 10 km vrije stijl · 15 km skiatlon · 30 km klassieke stijl · 4×5 km estafette             |

#### Wereldbeker
Eindklasseringen
| Seizoen   | Algm   | DI     | SP  | TdS    |
| --------- | ------ | ------ | --- | ------ |
| 2006/2007 | 44e    | 23e    | –   | –      |
| 2007/2008 | 18e    | 15e    | 47e | 14e    |
| 2008/2009 | 8e     | 7e     | 89e | 6e     |
| 2009/2010 | 17e    | 14e    | 61e | DNF    |
| 2010/2011 | 4e     | Brons  | 70e | Zilver |
| 2011/2012 | Brons  | Brons  | 38e | Brons  |
| 2012/2013 | Zilver | Zilver | 39e | Zilver |
| 2013/2014 | Goud   | Goud   | 32e | Goud   |
| 2014/2015 | Zilver | Zilver | 39e | Zilver |
| 2015/2016 | Goud   | Goud   | 16e | Goud   |
| 2018/2019 | Brons  | Goud   | 72e | –      |
| 2019/2020 | Goud   | Goud   | 17e | Goud   |
| 2020/2021 | 9e     | 5e     | 87e | –      |

| Legenda | Legenda            |
| ------- | ------------------ |
| TdS     | Tour de Ski        |
| NO      | Nordic Opening     |
| LT      | Lillehammer Triple |
| RT      | Ruka Triple        |
| WBF     | Wereldbekerfinale  |
| STC     | Ski Tour Canada    |
| ST      | Ski Tour           |

Wereldbekerzeges individueel
| Nr. | Datum            | Plaats                | Onderdeel                                |
| --- | ---------------- | --------------------- | ---------------------------------------- |
| 1.  | 4 januari 2009   | Val di Fiemme         | 9 km vrije stijl (handicapstart) TdS     |
| 2.  | 28 november 2010 | Kuusamo               | 10 km vrije stijl (handicapstart) NO     |
| 3.  | 9 januari 2011   | Val di Fiemme         | 9 km vrije stijl (handicapstart) TdS     |
| 4.  | 12 maart 2011    | Lahti                 | 10 km achtervolging                      |
| 5.  | 27 november 2011 | Kuusamo               | 10 km klassieke stijl (handicapstart) NO |
| 6.  | 8 januari 2012   | Val di Fiemme         | 9 km vrije stijl (handicapstart) TdS     |
| 7.  | 5 februari 2012  | Rybinsk               | 15 km skiatlon                           |
| 8.  | 3 maart 2012     | Lahti                 | 15 km skiatlon                           |
| 9.  | 18 maart 2012    | Falun                 | 10 km vrije stijl (handicapstart) WBF    |
| 10. | 6 januari 2013   | Val di Fiemme         | 9 km vrije stijl (handicapstart) TdS     |
| 11. | 17 februari 2013 | Davos                 | 10 km vrije stijl                        |
| 12. | 17 maart 2013    | Oslo                  | 30 km vrije stijl (massastart)           |
| 13. | 24 maart 2013    | Falun                 | 10 km vrije stijl (achtervolging) WBF    |
| 14. | 4 januari 2014   | Val di Fiemme         | 5 km klassieke stijl TdS                 |
| 15. | 5 januari 2014   | Val di Fiemme         | 9 km vrije stijl (handicapstart) TdS     |
| 16. | 5 januari 2014   | Tour de Ski 2013/2014 | Tour de Ski 2013/2014                    |
| 17. | 15 maart 2014    | Falun                 | 15 km skiatlon WBF                       |
| 18. | 16 maart 2014    | Falun                 | 10 km vrije stijl (handicapstart) WBF    |
| 19. | 16 maart 2014    | Falun                 | Wereldbekerfinale 2013/2014              |
| 20. | 30 november 2014 | Kuusamo               | 10 km klassieke stijl                    |
| 21. | 6 december 2014  | Lillehammer           | 5 km vrije stijl NO                      |
| 22. | 7 december 2014  | Lillehammer           | 10 km klassieke stijl (handicapstart) NO |
| 23. | 13 december 2014 | Davos                 | 10 kilometer klassieke stijl             |
| 24. | 10 januari 2015  | Val di Fiemme         | 10 km klassieke stijl TdS                |
| 25. | 11 januari 2015  | Val di Fiemme         | 9 km vrije stijl (handicapstart) TdS     |
| 26. | 28 november 2015 | Kuusamo               | 5 km vrije stijl NO                      |
| 27. | 29 november 2015 | Kuusamo               | 10 km klassieke stijl (handicapstart) NO |
| 28. | 29 november 2015 | Kuusamo               | Nordic Opening 2015                      |
| 29. | 5 december 2015  | Lillehammer           | 15 km skiatlon                           |
| 30. | 12 december 2015 | Davos                 | 15 kilometer vrije stijl                 |
| 31. | 20 december 2015 | Toblach               | 10 km klassieke stijl                    |
| 32. | 2 januari 2016   | Lenzerheide           | 15 km klassieke stijl (massastart) TdS   |
| 33. | 6 januari 2016   | Oberstdorf            | 10 km klassieke stijl (massastart) TdS   |
| 34. | 10 januari 2016  | Val di Fiemme         | 9 km vrije stijl (handicapstart) TdS     |
| 35. | 10 januari 2016  | Tour de Ski 2015/2016 | Tour de Ski 2015/2016                    |
| 36. | 23 januari 2016  | Nové Město            | 10 km vrije stijl                        |
| 37. | 7 februari 2016  | Oslo                  | 30 km klassieke stijl (massastart)       |
| 38. | 13 februari 2016 | Falun                 | 5 km klassieke stijl                     |
| 39. | 14 februari 2016 | Falun                 | 10 km vrije stijl (massastart)           |
| 40. | 21 februari 2016 | Lahti                 | 15 km skiatlon                           |
| 41. | 2 maart 2016     | Montreal              | 10,5 km vrije stijl (massastart) STC     |
| 42. | 12 maart 2016    | Ski Tour Canada 2016  | Ski Tour Canada 2016                     |
| 43. | 25 november 2018 | Kuusamo               | 10 km klassieke stijl                    |
| 44. | 1 december 2018  | Lillehammer           | 10 km vrije stijl LT                     |
| 45. | 2 december 2018  | Lillehammer           | 10 km klassieke stijl (handicapstart) LT |
| 46. | 2 december 2018  | Lillehammer           | Lillehammer Triple 2018                  |
| 47. | 8 december 2018  | Beitostølen           | 15 km vrije stijl                        |
| 48. | 16 december 2018 | Davos                 | 10 km vrije stijl                        |
| 49. | 20 januari 2019  | Otepää                | 10 km klassieke stijl                    |
| 50. | 26 januari 2019  | Ulricehamn            | 10 km vrije stijl                        |
| 51. | 10 maart 2019    | Oslo                  | 30 km klassieke stijl (massastart)       |
| 52. | 17 maart 2019    | Falun                 | 10 km vrije stijl                        |
| 53. | 24 maart 2019    | Quebec                | 10 km vrije stijl (handicapstart) WBF    |
| 54. | 30 november 2019 | Kuusamo               | 10 km klassieke stijl RT                 |
| 55. | 1 december 2019  | Kuusamo               | 10 km vrije stijl (handicapstart) RT     |
| 56. | 1 december 2019  | Kuusamo               | Ruka Triple 2019                         |
| 57. | 7 december 2019  | Lillehammer           | 15 km skiatlon                           |
| 58. | 15 december 2019 | Davos                 | 10 km vrije stijl                        |
| 59. | 28 december 2019 | Lenzerheide           | 10 km vrije stijl (massastart) TdS       |
| 60. | 31 december 2019 | Toblach               | 10 km vrije stijl TdS                    |
| 61. | 5 januari 2020   | Val di Fiemme         | 10 km vrije stijl (massastart) TdS       |
| 62. | 5 januari 2020   | Tour de Ski 2019/2020 | Tour de Ski 2019/2020                    |
| 63. | 18 januari 2020  | Nové Město            | 10 km vrije stijl                        |
| 64. | 19 januari 2020  | Nové Město            | 10 km klassieke stijl (handicapstart)    |
| 65. | 25 januari 2020  | Oberstdorf            | 15 km skiatlon                           |
| 66. | 9 februari 2020  | Falun                 | 10 km vrije stijl (massastart)           |
| 67. | 15 februari 2020 | Östersund             | 10 km vrije stijl ST                     |
| 68. | 16 februari 2020 | Östersund             | 10 km klassieke stijl (handicapstart) ST |
| 69. | 18 februari 2020 | Åre                   | Sprint (vrije stijl) ST                  |
| 70. | 20 februari 2020 | Meråker               | 34 km vrije stijl (massastart) ST        |
| 71. | 23 februari 2020 | Trondheim             | 15 km klassieke stijl (handicapstart) ST |
| 72. | 23 februari 2020 | Ski Tour 2020         | Ski Tour 2020                            |
| 73. | 29 februari 2020 | Lahti                 | 15 km klassieke stijl                    |
| 74. | 28 november 2020 | Kuusamo               | 10 km klassieke stijl RT                 |
| 75. | 29 november 2020 | Kuusamo               | 10 km vrije stijl (handicapstart) RT     |
| 76. | 29 november 2020 | Kuusamo               | Ruka Triple                              |
| 77. | 23 januari 2021  | Lahti                 | 15 km skiatlon                           |
| 78. | 28 november 2021 | Kuusamo               | 10 km vrije stijl (handicapstart)        |

Wereldbekerzeges team
| Nr. | Datum            | Plaats      | Onderdeel          | Teamgenoten                      |
| --- | ---------------- | ----------- | ------------------ | -------------------------------- |
| 1.  | 25 november 2007 | Beitostølen | 4 × 5 km estafette | Jacobsen / Skofterud / Bjørgen   |
| 2.  | 9 december 2007  | Davos       | 4 × 5 km estafette | Stemland / Steira / Skofterud    |
| 3.  | 23 november 2008 | Gällivare   | 4 × 5 km estafette | Bjørgen / Steira / Kristoffersen |
| 4.  | 7 maart 2010     | Lahti       | 4 × 5 km estafette | Kristoffersen / Steira / Bjørgen |
| 5.  | 21 november 2010 | Gällivare   | 4 × 5 km estafette | Skofterud / Steira / Bjørgen     |
| 6.  | 19 december 2010 | La Clusaz   | 4 × 5 km estafette | Skofterud / Steira / Bjørgen     |
| 7.  | 21 november 2010 | Sjusjøen    | 4 × 5 km estafette | Skofterud / Steira / Bjørgen     |
| 8.  | 19 december 2010 | Nové Město  | 4 × 5 km estafette | Skofterud / Jacobsen / Bjørgen   |
| 9.  | 25 november 2012 | Gällivare   | 4 × 5 km estafette | Skofterud / Hagen / Bjørgen      |
| 10. | 20 januari 2013  | La Clusaz   | 4 × 5 km estafette | H. Weng / Steira / Bjørgen       |
| 11. | 8 december 2013  | Lillehammer | 4 × 5 km estafette | H. Weng / Steira / Bjørgen       |
| 12. | 6 december 2015  | Lillehammer | 4 × 5 km estafette | Falla / Østberg / H. Weng        |
| 13. | 24 januari 2016  | Nové Město  | 4 × 5 km estafette | Østberg / H. Weng / Jacobsen     |
| 14. | 9 december 2018  | Beitostølen | 4 × 5 km estafette | H. Weng / Haga / Østberg         |
| 15. | 27 januari 2019  | Ulricehamn  | 4 × 5 km estafette | H. Weng / Jacobsen / Østberg     |
| 16. | 8 december 2019  | Lillehammer | 4 × 5 km estafette | Falla / Jacobsen / H. Weng       |
| 17. | 1 maart 2020     | Lahti       | 4 × 5 km estafette | T.U. Weng / Østberg / H. Weng    |

#### Overige zeges
| Nr. | Datum        | Plaats  | Wedstrijd            | Onderdeel                      |
| --- | ------------ | ------- | -------------------- | ------------------------------ |
| 1.  | 3 april 2021 | Hafjell | Red Bull Janteloppet | 20 km vrije stijl (massastart) |
| 2.  | 9 april 2022 | Hafjell | Red Bull Janteloppet | 20 km vrije stijl (massastart) |

#### Marathons
Ski Classics podiumplaatsen
| Nr.           | Datum         | Plaats           | Marathon          | Onderdeel                          |
| Overwinningen | Overwinningen | Overwinningen    | Overwinningen     | Overwinningen                      |
| ------------- | ------------- | ---------------- | ----------------- | ---------------------------------- |
| 1.            | 21 maart 2015 | Rena–Lillehammer | Birkebeinerrennet | 54 km klassieke stijl (massastart) |
| 2e plaatsen   |               |                  |                   |                                    |
| 1.            | 19 maart 2022 | Rena–Lillehammer | Birkebeinerrennet | 54 km klassieke stijl (massastart) |

Overige marathonzeges
| Nr. | Datum         | Plaats         | Marathon     | Onderdeel                      |
| --- | ------------- | -------------- | ------------ | ------------------------------ |
| 1.  | 21 april 2007 | Finse–Ustaoset | Skarverennet | 37 km vrije stijl (massastart) |
| 2.  | 19 april 2008 | Finse–Ustaoset | Skarverennet | 37 km vrije stijl (massastart) |
| 3.  | 24 april 2009 | Finse–Ustaoset | Skarverennet | 37 km vrije stijl (massastart) |
| 4.  | 24 april 2010 | Finse–Ustaoset | Skarverennet | 37 km vrije stijl (massastart) |
| 5.  | 30 april 2011 | Finse–Ustaoset | Skarverennet | 37 km vrije stijl (massastart) |
| 6.  | 21 april 2012 | Finse–Ustaoset | Skarverennet | 37 km vrije stijl (massastart) |
| 7.  | 26 april 2014 | Finse–Ustaoset | Skarverennet | 37 km vrije stijl (massastart) |
| 8.  | 18 april 2015 | Finse–Ustaoset | Skarverennet | 37 km vrije stijl (massastart) |
| 9.  | 23 april 2016 | Finse–Ustaoset | Skarverennet | 37 km vrije stijl (massastart) |
| 10. | 27 april 2019 | Finse–Ustaoset | Skarverennet | 37 km vrije stijl (massastart) |
| 11. | 23 april 2022 | Finse–Ustaoset | Skarverennet | 37 km vrije stijl (massastart) |

### Atletiek

#### Noorse kampioenschappen
Atletiek
| Jaar | Plaats | Resultaten   |
| ---- | ------ | ------------ |
| 2019 | Hamar  | 10.000 meter |

Veldlopen
| Jaar | Plaats | Resultaten  |
| ---- | ------ | ----------- |
| 2019 | Oslo   | 6.000 meter |